# Oymadal
Oymadal ist ein Dorf (Köy) im Landkreis Mazgirt der türkischen Provinz Tunceli. Im Jahr 2011 lebten in Oymadal 44 Menschen. Der ursprüngliche Name der Ortschaft ist kurdischer Herkunft und lautet Reşmezraa.